# Държавна комисия по отбрана
Държавната комисия по отбрана е най-висшият военен ръководен орган в Северна Корея, определен в конституцията от 1998. Въпреки че не е най-високият ръководен пост в цялата държава, де факто председателя на ДКО притежава най-голямата власт заради милитаризирания характер на държавата. Комисията е оглавявана от председател, който е ръководител на Корейската народна армия, и включва няколко заместници. До смъртта си през 2011 председател е Ким Чен Ир (който носи званието теуънсу, „велик маршал“ или „генералисимус“), а Чан Сън-тек е заместник-председател от 2010.